# Billbergia nutans
Billbergia nutans là một loài thực vật có hoa trong họ Bromeliaceae. Loài này được H.Wendl. ex Regel mô tả khoa học đầu tiên năm 1869.

## Hình ảnh

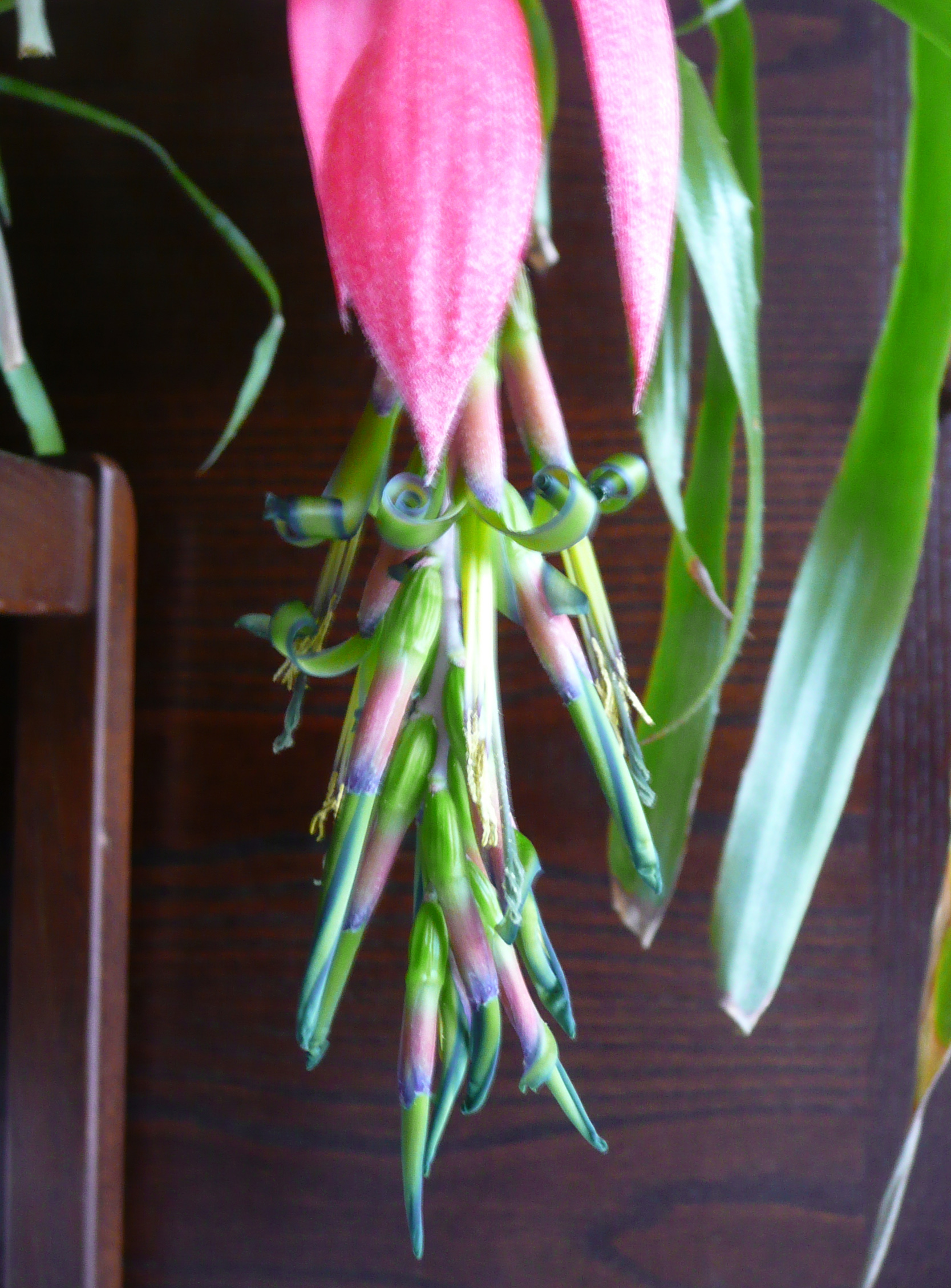
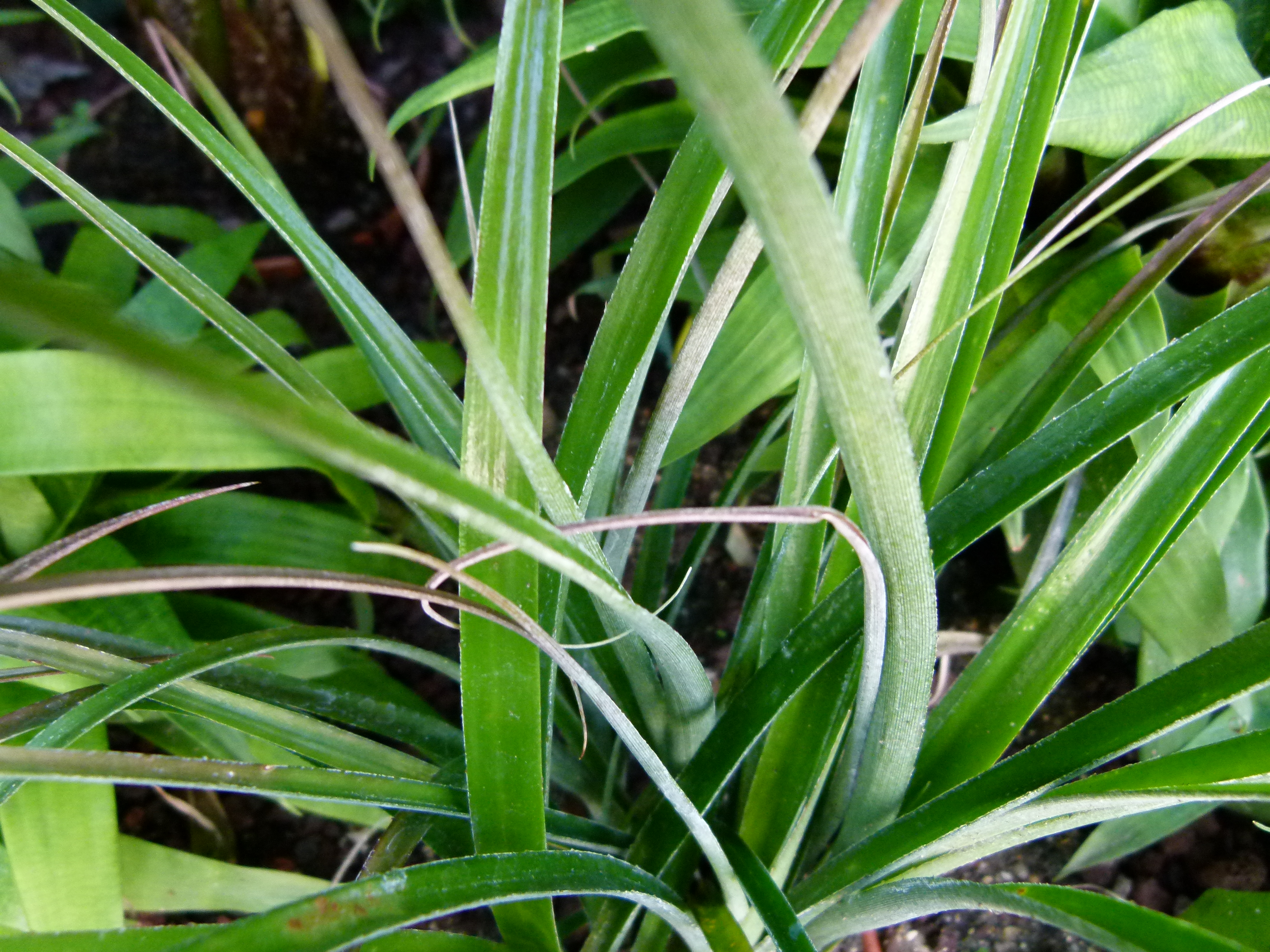
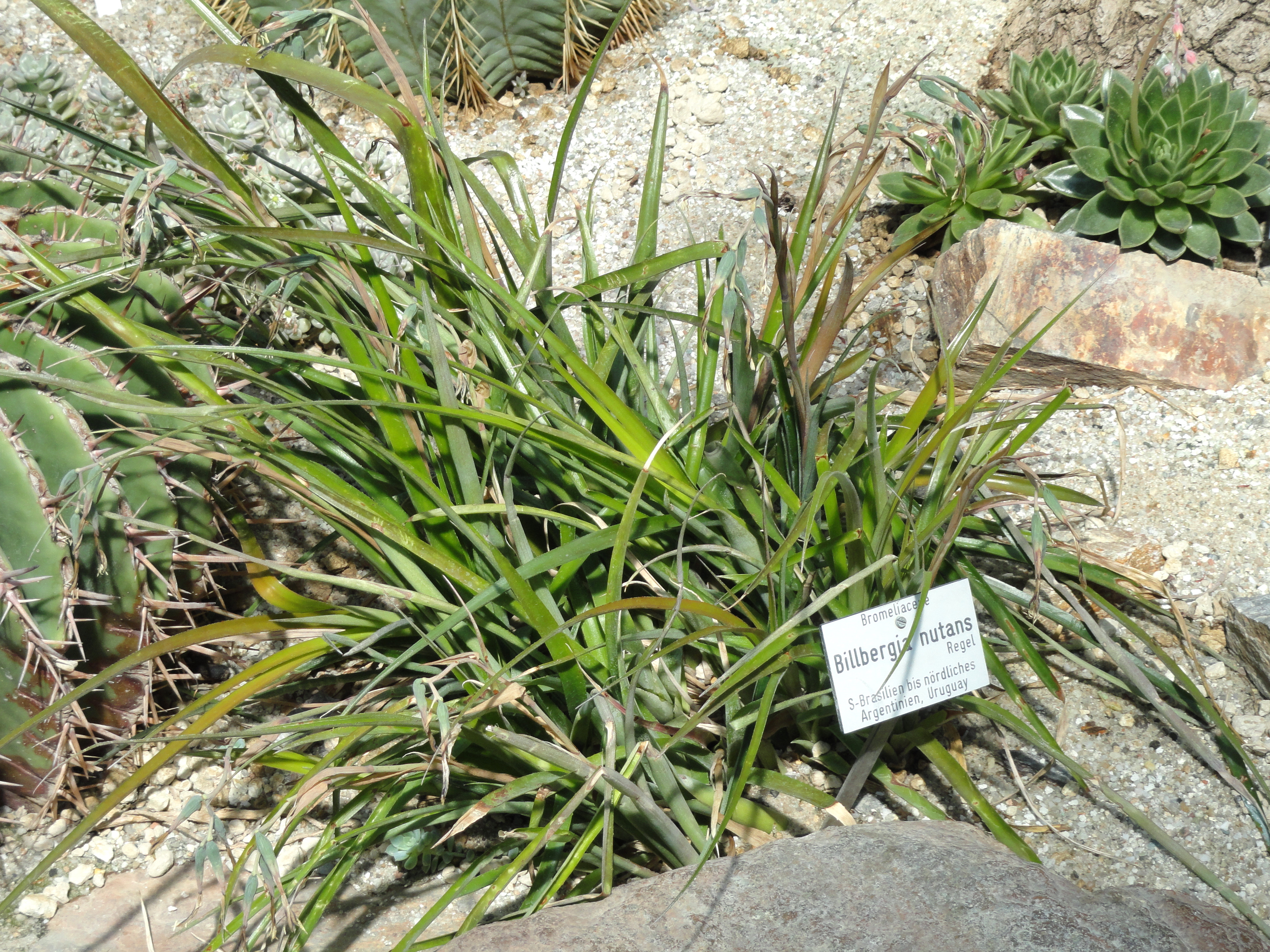
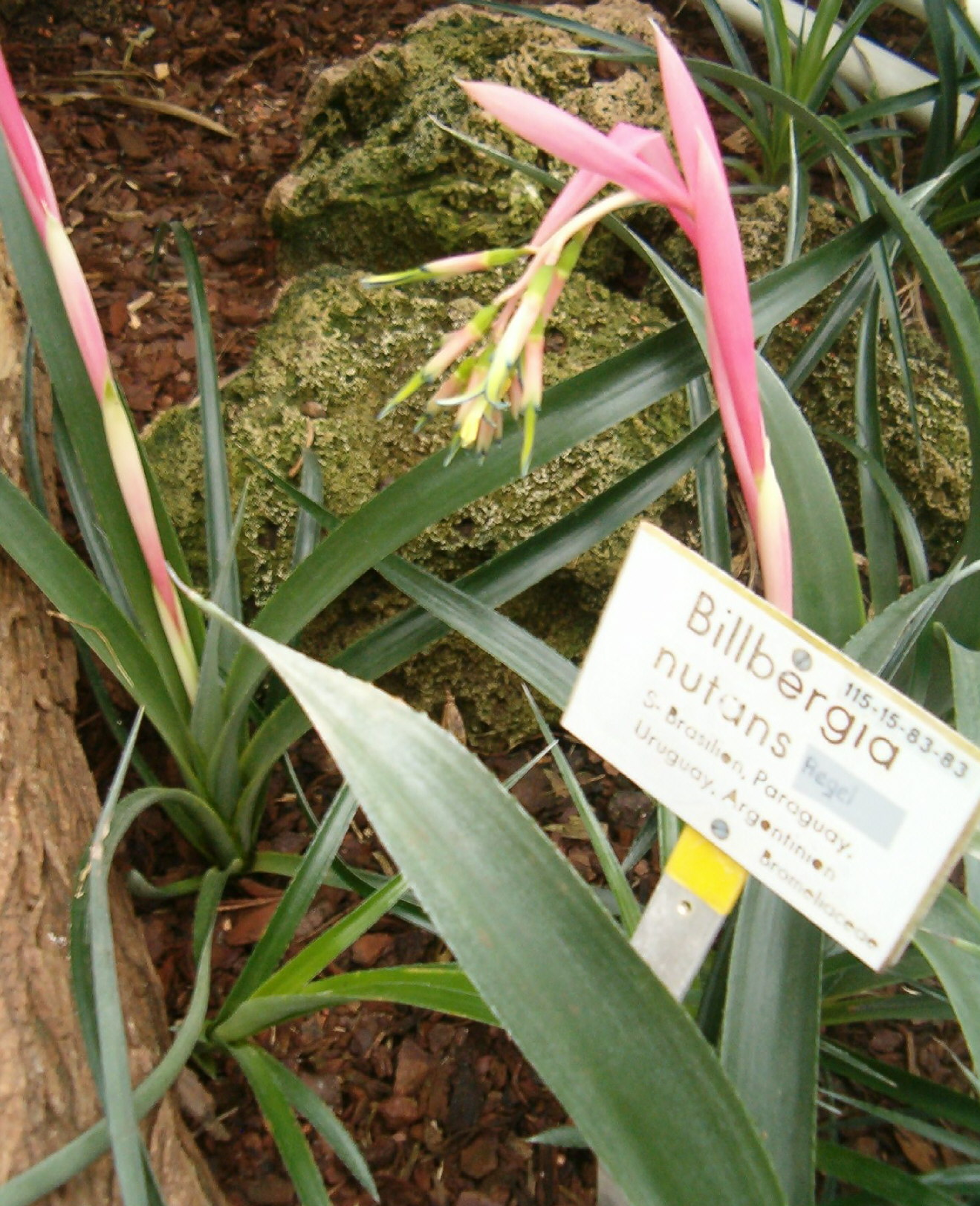